# La tigresa ardiente
La Tigresa Ardiente es un libro escrito por Jade Lee perteneciente a una serie de libros conocido como Tigresas, la cual cuenta con tres libros, siendo La Tigresa Ardiente el segundo de ellos.

## Argumento
Joanna Crane se unió a la Rebelión China por el vacío que sentía en su interior. Estaba cansada de ser la "niña rica de papá" y deseosa de dar un giro radical a su vida y hacer el bien. Pero cuando los rebeldes —bandidos anti-extranjeros ansiosos de carne fresca— se volvieron más peligrosos que sus crueles enemigos Oin, la única esperanza de esta mujer de salir ilesa fue un maestro Shaolin con puños de acero y unos ojos como el hielo. Un maestro que no era para nada lo que aparentaba ser.
Él no quería dañar a esa impertinente americana, así que, cuando ésta se enteró de su secreto, la escondió en un templo taoísta y no encontró ningún peligro en que su particular búsqueda de la divinidad fuera a través del amor. Además, la dama era una auténtica y excelente tigresa. De lo que no se dio cuenta era que esa búsqueda podría conducirle hacia el mismo cielo, y que su salvación residía en un beso, una caricia, en el fuego de esa... tigresa ardiente.